# Rarajipuami
Rarajipuami (en rarámuri: «lanzar con el pie») o carrera de bola, un deporte indígena y ancestral del pueblo rarámuri. Sus orígenes son prehispánicos.

## Descripción
Consiste en una carrera en la que la persona participante (júmame) empuja con los dedos del empeine del pie una pelota de madera de madroño (komakali) en una distancia determinada por las comunidades.

## Historia
El rarajipuami es un ritual que según la cosmogonía del pueblo rarámuri les fue dado por su divinidad Onorúame-Iyerúame como una forma de que el mundo siga existiendo. La evidencia disponible sitúa el origen ancestral de la carrera, con registros en el siglo XVIII de su práctica ceremonial en los estados mexicanos de Chihuahua, Durango y Sinaloa y los estados estadounidenses de Nuevo México, Arizona y California. En la época contemporánea el pueblo rarámuri la realiza en los municipios de Guachochi, Guadalupe y Calvo, Batopilas, Bocoyna, Urique, Morelos, Guazaparez, Uruachi, Maguarichi y Chínipas de Almada, en Chihuahua.